# Quinciano
Quinciano è una frazione del comune italiano di Monteroni d'Arbia, nella provincia di Siena, in Toscana.

## Storia
Borgo di origini alto-medievali, fu proprietà dal XIV secolo della famiglia senese dei Tolomei. In epoca moderna, Quinciano passò ai marchesi Nerli di Siena, che qui realizzarono un'importante tenuta.
Quinciano contava 134 abitanti nel 1833.

## Monumenti e luoghi d'interesse

### Architetture religiose
- Chiesa di Sant'Albano, chiesa principale della frazione,[1] è di origine alto-medievale e conserva all'interno alcune opere scultoree e pittoriche del XVI e del XVII secolo. La facciata, completamente spoglia, possedeva una lunetta di Sano di Pietro oggi conservata, insieme ad altre opere d'arte della chiesa, nel Museo d'arte sacra di Buonconvento.
- Cappella Pieri Nerli, commissionata dal marchese Ferdinando Pieri Nerli nel 1859 all'architetto Giulio Rossi, poi completata nel 1861 da Giuseppe Partini, è uno dei massimi esempi di neogotico senese del XIX secolo. All'interno si conservano opere d'arte di Alessandro Franchi, Cesare Maccari e Tito Sarrocchi.

### Architetture civili
- Villa Nerli, villa padronale dei marchesi Nerli di Siena.[1]